# Gerd Haeffner

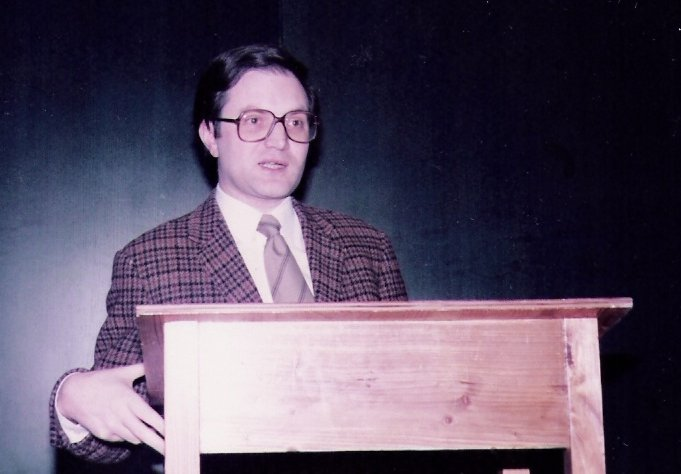
Gerd Haeffner 1982

Gerd Haeffner SJ (* 6. Juli 1941 in Nürnberg; † 12. Oktober 2016 in München) war ein deutscher Philosoph.

## Leben
1961 trat Haeffner nach seinem Abitur in den Jesuitenorden ein. Von 1963 bis 1966 studierte er Philosophie an der Päpstlichen Fakultät „Berchmanskolleg“ in Pullach und München. Seine theologischen Studien absolvierte er von 1970 bis 1973 an der Päpstlichen Fakultät in Lyon-Fourvière und 1974 an der Eberhard-Karls-Universität Tübingen.
1971 wurde er an der Ludwig-Maximilians-Universität München mit einer von Max Müller betreuten Arbeit über Heideggers Begriff der Metaphysik promoviert. Im Jahre 1973 empfing er die Priesterweihe.
Seit 1974 war Gerd Haeffner an der Hochschule für Philosophie München tätig. 1978 wurde er dort außerordentlicher und 1981 ordentlicher Professor für Philosophische Anthropologie, Geschichtsphilosophie und Geschichte der Philosophie. Daneben beschäftigte er sich in seinem Denken intensiv mit dem Phänomen der Gegenwart sowie der deutschen und französischen Phänomenologie.
Von 1982 bis 1988 war Gerd Haeffner Rektor der Hochschule. Darüber hinaus erhielt er auf vier Kontinenten Gastprofessuren: an der Université Laval in Québec, Kanada (1976), am Institut Supérieur de Philosophie „Pierre Canisius“ in Kimwenza-Kinshasa, Zaïre (1978 und 1979), an der Philosophisch-Theologischen Hochschule Sankt Georgen in Frankfurt a. M. (1980 und 1982), am Institut Supérieur de Philosophie et de Théologie „Centre Sèvres“ in Paris (1985, 1990 und 1995), an der Sophia University in Tokyo, Japan (1989) und an der Universität Innsbruck (1993/94). Er war Mitglied der Görres-Gesellschaft.
Im Juli 2009 wurde Gerd Haeffner an der Hochschule für Philosophie emeritiert, blieb aber bis 2014 weiterhin für die Hochschule tätig.

## Werke (Auswahl)
als Autor
- Heideggers Begriff der Metaphysik (Pullacher Philosophische Forschungen, Bd. 10). 2. Aufl. Berchmannkolleg-Verlag, München 1981, XII, 174 S., ISBN 3-87056-115-7 (zugl. Dissertation, Universität München 1971).
- Philosophische Anthropologie (Grundkurs Philosophie, Bd. 1). 4. Aufl. Kohlhammer, Stuttgart 2005, 267 S., ISBN 3-17-018991-3.
- Philosophie des 20. Jahrhunderts (Grundkurs Philosophie, Bd. 10). 3. Aufl. Kohlhammer, Stuttgart 2010, 463 S., ISBN 978-3-17-020780-6 (zusammen mit Emerich Coreth, Peter Ehlen und Friedo Ricken).
- In der Gegenwart leben. Auf der Spur eines Urphänomens. Kohlhammer, Stuttgart 1996, 172 S., ISBN 3-17-014227-5.
- Wege in die Freiheit. Philosophische Meditationen über das Menschsein. Kohlhammer, Stuttgart 2006, 221 S., ISBN 3-17-019420-8.

als Herausgeber
- Schuld und Schuldbewältigung. Keine Zukunft ohne Auseinandersetzung mit der Vergangenheit. Patmos-Verlag, Düsseldorf 1993, 147 S., ISBN 3-491-77945-6.
- Religiöse Erfahrung. Kohlhammer, Stuttgart 2007.

1. Ein interdisziplinärer Klärungsversuch (Münchener philosophische Studien/N.F., Bd. 23), ISBN 3-17-018367-2.
2. Interkulturelle Perspektiven (Münchener philosophische Studien/N.F., Bd. 26). ISBN 978-3-17-019417-5.